# زبان‌های سنتوم و ساتم
بخش‌بندی زبانی سَتِم-کِنتوم (centum-satem) یکی از انواع بخش‌بندی زبان‌های هندواروپایی و بر اساس سیر تکاملی سه ردیف همخوان پشتی بازسازی‌شدهٔ زبان نیا-هندواروپایی است:
| *kʷ، | *gʷ، | *gʷʰ | (لبی و ملازی) |
| *k،  | *g،  | *gʰ  | (ملازی)       |
| *ḱ،  | *ǵ،  | *ǵʰ  | (کامی)        |

دو واژهٔ «ستم» و «کنتوم» به‌ترتیب برگرفته از واژه‌های اوستایی 𐬯𐬀𐬙𐬆𐬨 satəm و لاتین centum (هردو به معنی «صد») هستند، که مثال‌هایی استاندارد از این دو مسیر تکاملی‌اند.
زبان‌های دستهٔ ستم اینهایند: زبان‌های هندوایرانی، ارمنی، بالتیک، اسلاوی و آلبانیایی. همچنین گمان می‌رود که زبان‌های نابودشده‌ای که سندی دربارهٔ وابستگی آنها به این دو دسته ندارند مانند داسی و تراسی نیز از دستهٔ ستم بوده‌باشند. در این گروه همخوان‌های ملازی و لبی و ملازی در زبان نیاهندواروپایی ادغام شده و به همخوان‌های ملازی توسعه داده شده است و همچنین همخوان‌های کامی به صفیری دگرش یافته‌اند.
زبان‌های دستهٔ کنتوم یا نا-سَتِم دیگر گویش‌های زبان‌های هندواروپایی را دربرمی‌گیرد. در این گروه ما شاهد آمیزش در همخوان‌های ملازی و کامی نیاهندواروپایی به ملازی با تغییر آواهای جداگانه‌ایم. این تغییر آوایی پیش از تغییر آوا در زبان‌های ستم رخ‌داده است. این گروه دربرگیرندهٔ زبان‌های ایتالیک، سلتیک، ژرمنی و هلنی می‌شود. شاید گروه کوچکی از زبان‌های نابودشده چون زبان مقدونی باستان، ونتیک و به احتمال ایلیریایی هم به این خانواده تعلق داشته‌اند.
| رومی ژرمنی یونانی بالتیک اسلاوی ایرانی هندی سلتی آلبانیایی ارمنی                |
| پراکندگی کنونی زبان‌های ستم و کنتوم، خط سرخ مرز جدایی این دو دسته را نشان می‌دهد. |